# Ch'p
Ch'p é um personagem fictício da DC Comics. Um membro da Tropa dos Lanternas Verdes, ele é um alienígena do planeta H'Iven (Setor espacial 1014), cuja raça predominante são seres humanóides que parecem uma mistura de esquilo com tâmia.
1ª aparição: Green Lantern vol.2 #148.
O nome dele é uma clara alusão a Tico (Tico e Teco) da Disney, que em inglês é chamado Chip.